# Shenyang J-31
De Shenyang FC-31 Gyrfalcon (Chinees: 鹘鹰), ook wel aangeduid als J-31 of J-35, is een Chinees stealthgevechtsvliegtuig dat wordt ontwikkeld door de Shenyang Aircraft Corporation. Omdat het initiatief uitging van Shenyang zelf en niet het leger, is de officiële naam van het toestel "FC-31".
Het is waarschijnlijk dat het type dienst zal doen op een Chinees vliegdekschip, en daarnaast vooral voor de export bestemd is onder de naam "F-60". Vooral in Zuid-Azië, het Midden-Oosten en Latijns-Amerika liggen kansen voor China. Verder was het bedrijf ook in gesprek met de Chinese luchtmacht.
In oktober 2012 ging het prototype van de J-31 voor het eerst de lucht in voor een korte testvlucht. In november 2014 werd het toestel vertoond op de luchtshow van Zhuhai. Rond 2019 zouden de eerste productietoestellen moeten vliegen, en halfweg de jaren 2020 zou de straaljager operationeel worden.
De J-31 heeft een intern wapenruim waarin 2000 kg mee kan. Daarnaast kan nog 6000 kg extern aangehangen worden. De uiteindelijke motor is nog niet bekend. De prototypes hebben de Russische RD-93; dezelfde motor als de MiG-29. China wil echter motoren van eigen makelij gebruiken, en werkt aan een krachtiger versie van de WS-13 die reeds op de JF-17 te vinden is.